# 方言区画論

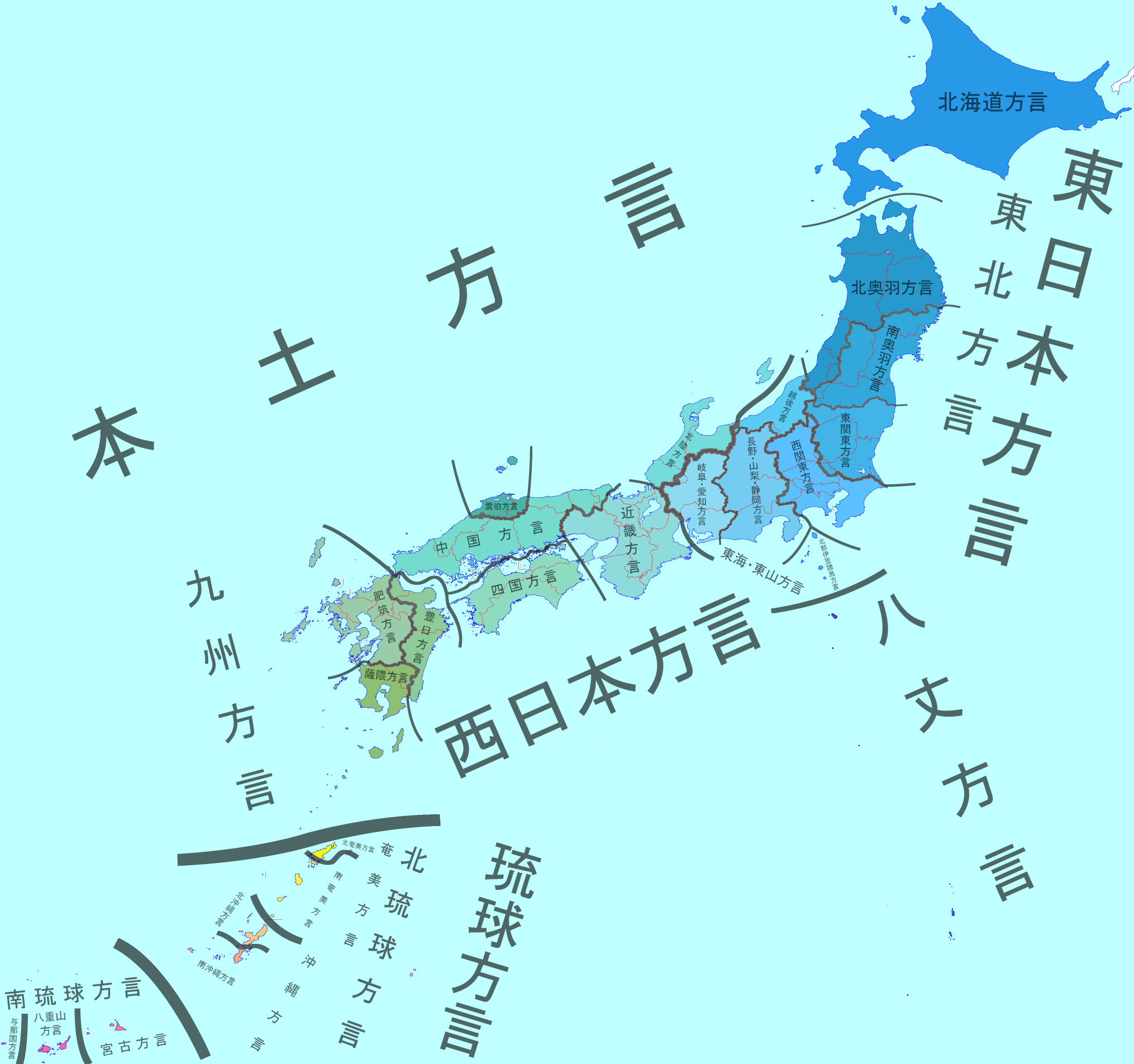
日本語の方言区分の一例。

方言区画論（ほうげんくかくろん）とは日本語の方言の区分論である。方言の地域区分を方言区画と言う。

## 諸家による区画
日本語の方言区画は、まず本土方言と琉球方言に分けられる。本土方言内の方言区画は、学者によって異なる。中でも最も後世に影響を与え、今も多く参照されているのは、東条操が1953年に発表した区画である。この案では、本土方言は東部方言（東日本方言。北海道から岐阜・愛知まで）と西部方言（西日本方言。北陸から中国・四国まで）と九州方言の3つに分けられた。
東条操による方言区画（1953年）
- 本土方言
  - 東部方言
    - 北海道方言
    - 東北方言（北奥方言、南奥方言）
    - 関東方言（東関東方言、西関東方言）
    - 東海・東山方言（越後方言、長野・山梨・静岡方言、岐阜・愛知方言）
    - 八丈島方言

  - 西部方言
    - 北陸方言
    - 近畿方言
    - 中国方言（東山陰方言、東山陽方言、西中国方言）
    - 雲伯方言
    - 四国方言（阿讃予方言、土佐方言）

  - 九州方言
    - 豊日方言
    - 肥筑方言（筑前方言、中南部方言）
    - 薩隅方言

- 琉球方言
  - 奄美方言
  - 沖縄方言
  - 先島方言

東条の目指した方言区画は、方言全体の体系の違いを基準に、日本語が内部でどう分裂し各方言がどういう相互関係を持っているかを示すものだった。しかし、地域間を移動すれば方言が次第に変化し、明確な境界線が引けないということもありうる。個々の項目、たとえば「元気だ」と言うか「元気じゃ」と言うか、あるいは「せ」を「しぇ」と発音するかしないかなどには確かに境界があるが、それぞれがバラバラの境界線（等語線）を持っているため、これらを一つにまとめて方言境界を定めることは簡単ではない。そこで方言区画では、一つ一つの単語の違いよりも、文法や音韻、アクセントの体系的な違いが重視される。特にアクセントは、それ自体が体系を成している。東条が東日本方言と西日本方言の境界を愛知・岐阜と三重・滋賀の間に引いたり、中国方言と四国方言を分けたりしたことには、アクセントの違いが反映していると言われている。
しかし東条の区画は、どういう手続きでその結論に達したか、具体的には示されていない。一方で都竹通年雄や奥村三雄は、母音・子音の性質や断定の助動詞、命令形語尾の違いなど、区画に用いる指標を何項目か示したうえで、それらを重ね合わせて境界を決める方法を取った。例えば奥村は、東日本方言と西日本方言の境界線を引く指標として、アクセント、連母音変化の有無、ワ行五段動詞の「買った」「買うた」などの境界を示している。結果として、都竹案では北海道方言が北奥羽方言の中に、東関東方言が南奥羽方言の中に入れられ、岐阜・愛知方言は西日本方言に入れられた。奥村案では本土を東日本と西日本に分け、さらにそれぞれを二つに分けている。加藤正信は、関東方言と東北方言の境界などに関して、東条案では行政区画や地理的区分をある程度重視しているのに対し、都竹案では行政・地理的区分から解放されていると評価している。
都竹通年雄による方言区画（1949年）
- 本土
  - 本州東部
    - 北奥羽方言　※北海道を含む
    - 南奥羽方言　※東関東を含む
    - 西関東方言
    - 八丈島方言
    - 越後方言
    - 長野県・山梨県・静岡県方言

  - 本州西部
    - 岐阜県・愛知県方言
    - 西北陸方言　※東条の「北陸方言」に相当
    - 近畿方言
    - 十津川・熊野方言
    - 中国地方方言
    - 出雲式方言　※東条の「雲伯方言」に相当
    - 四国方言

  - 九州方言
    - 東九州方言　※東条の「豊日方言」に相当
    - 西九州方言　※東条の「肥筑方言」に相当
    - 南九州方言　※東条の「薩隅方言」に相当

- 琉球（細分は省略）

奥村三雄による方言区画（1958年）
- 東日本
  - 奥羽・関東北部・越後東北部
  - 関東大部分・東海東山

- 西日本
  - 関西
    - 近畿・四国・北陸各々大部分
    - 中国・丹後・但馬・四国西南部・九州東北部

  - 九州中南部

金田一春彦の説はこれらとはかなり違い、近畿・四国の内輪方言、西関東・中部・中国などの中輪方言、東北や九州などの外輪方言、琉球方言にあたる南島方言に分けた。金田一は、アクセント・音韻体系や活用体系などの言語のより根幹部分の違いを重視しようとした。たとえば外輪方言は、促音・撥音・長音を独立の単位として認めなかったり、形容詞が無活用となったりする傾向がある方言としている。
一方で、方言周圏論を唱えた柳田國男は、方言区画論を否定している。これに対して東条は、方言区画論では方言全体の体系を見ようとしており、語彙だけを見る方言周圏論は方言区画論と対立するものではないと反論している。しかし、日本語での方言の形成においては、日本語の祖語が歴史的に複数の方言に分岐するだけでなく、隣接する土地からの語彙の流入・伝播も起き、両者が複雑に絡んでいる。方言区画は、主に方言の分岐の仕方を捉えて行われている。
様々な説が提唱されてきたが、現在も絶対的な区分案は存在しない。音韻、アクセント、文法の緒要素を総合して区分が行われるが、どの要素を重視するかで区分は異なってくる。以下では、文法、アクセント、音韻それぞれによる、方言区分案を示す。

## 文法
文法による区分では、本土方言を東日本方言と西日本方言に区分される例が多い。八丈方言は東日本方言の下位区分とされる場合と、独立区画とされることがある。九州方言は西日本方言の下位区分とされる場合と、独立区画とされる場合がある。

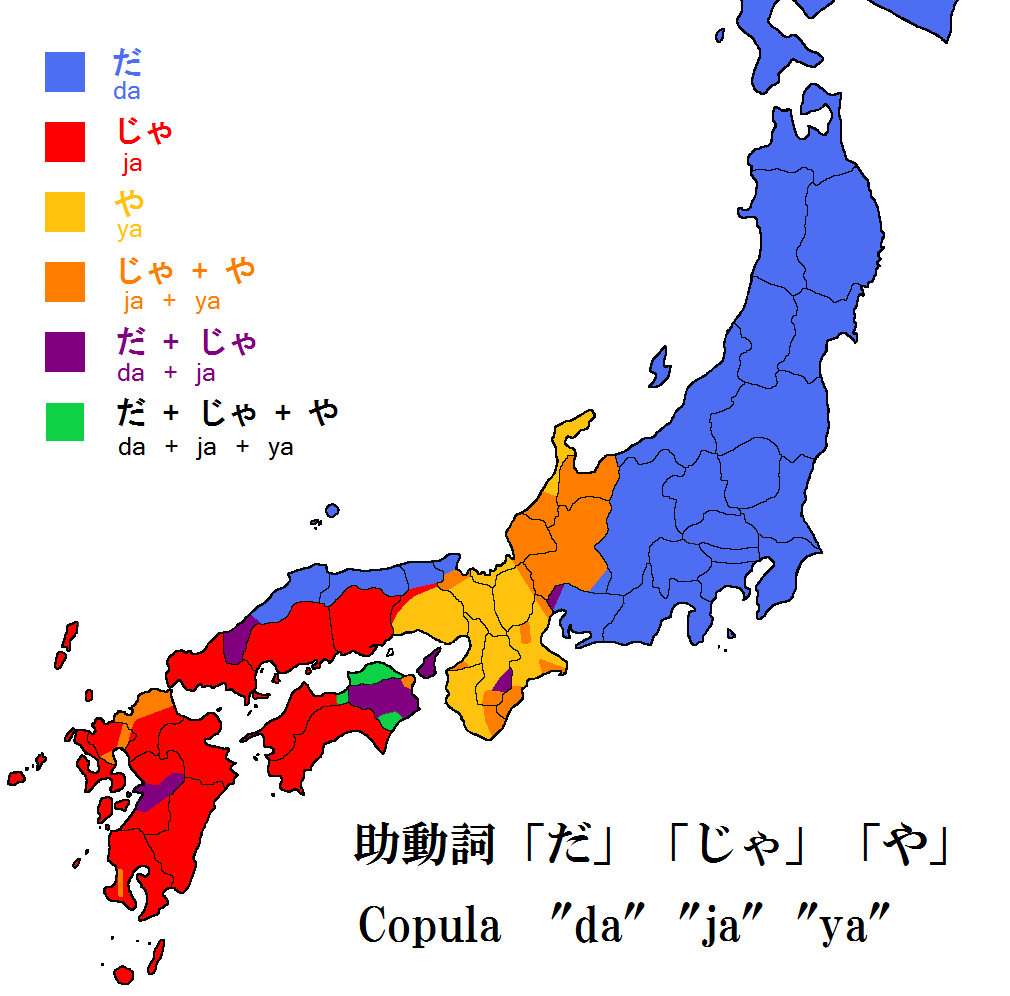
断定の助動詞「だ」「じゃ」「や」の分布図

- 東日本方言
  - 北海道方言
  - 東北方言
  - 関東方言
  - 東海東山方言
  - 八丈方言
- 西日本方言
  - 北陸方言
  - 近畿方言
  - 四国方言
  - 中国方言
  - 雲伯方言
  - 九州方言
- 琉球方言
  - 北琉球方言
  - 南琉球方言

### 東日本要素
- 否定助動詞に「-ない、-ねぇ」を用いる。
- 推量、意志、勧誘に「-べー」を用いる。
- 断定助動詞に「-だ」を用いる。
- 形容詞連用形は「-く」。例）白くなる。
- ワ行五段動詞連用形は促音便。例）カッタ（買った）
- 居るは「いる」を用いる。
- 一段動詞とサ行変格動詞の命令形に「ろ」を用いる。（例）見ろ

### 西日本要素
- 否定助動詞に「-ん」を用いる。
- 推量、意志、勧誘に「-う」を用いる。
- 断定助動詞に「-じゃ、-や」を用いる。
- 形容詞連用形はウ音便。例）白うなる。
- ワ行五段動詞連用形はウ音便。例）コータ（買った）
- 居るは「おる」を用いる。
- 一段動詞とサ行変格動詞の命令形に「よ」または「い・え」を用いる。（例）みよ・みい（見ろ）
- 能力不可能と状況不可能を使い分ける。例）よう泳がん（（能力的に）泳げない）、泳げん（（状況的に）泳げない）
- アスペクトの区別がある。例）完了相：散っとる（すでに散っている）、進行相：散りよる（現在散っている）

東日本方言であっても、西日本方言であってもこれらの要素全てを満たす方言は多くはなく、あくまで、「要素」として、当てはまる数の多少などを考慮して総合的に判断される。

### 琉球要素
琉球方言の文法は本土方言と大きく異なる要素が多いが、西日本と共通する要素（否定助動詞「-ん」）、東日本と共通する要素（形容詞連用形「-く」）も存在する。

## アクセント
日本語の方言のアクセントは京阪式アクセント（甲種アクセント）、東京式アクセント（乙種アクセント）、無型アクセントを核に、その亜系や中間型が存在する。

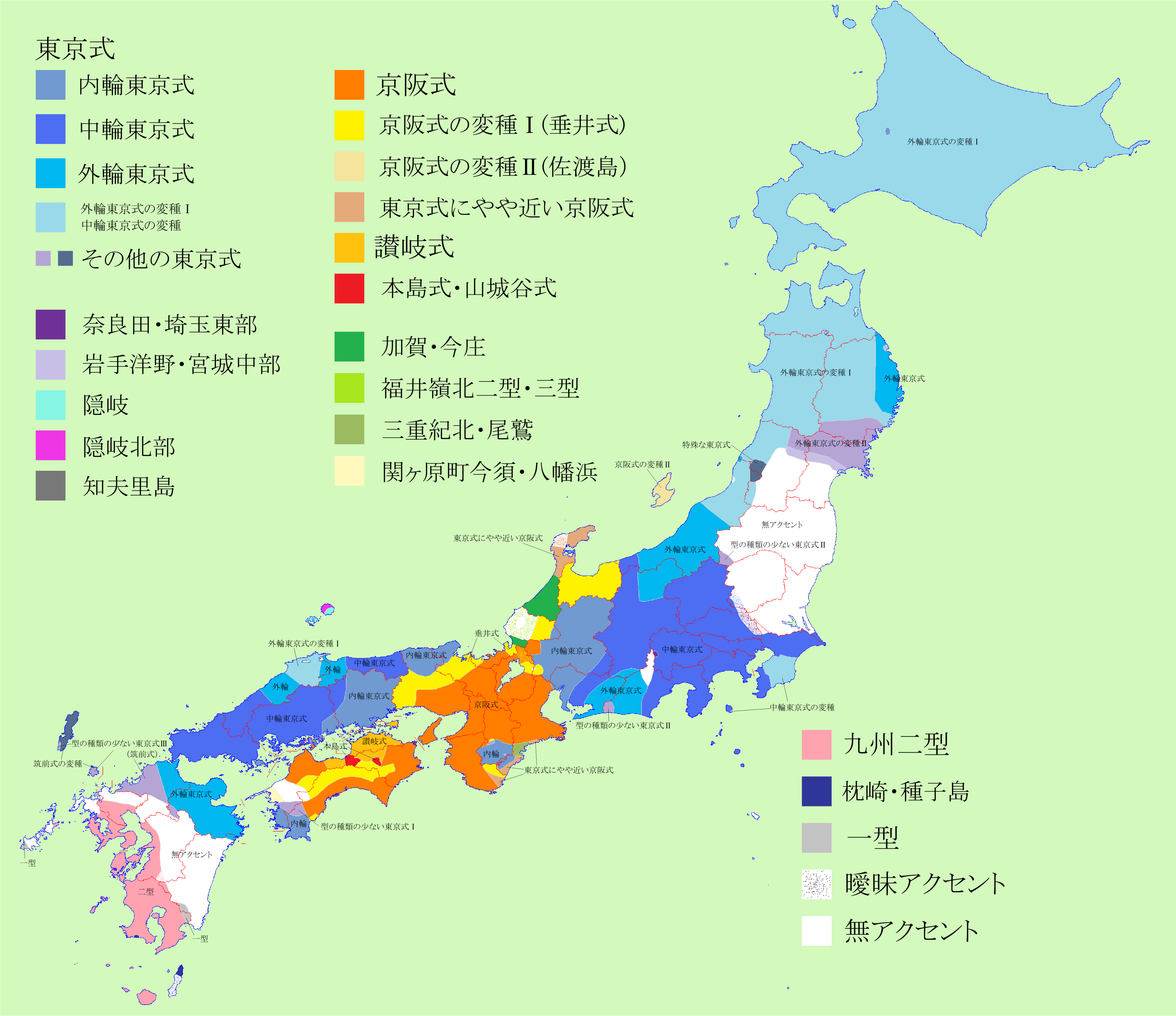
日本語のアクセント分布

### 甲種方言
- 京阪式アクセント
  - 近畿方言（奥吉野のぞく）
  - 四国方言大部分（徳島市、松山市、高知市など）
- 讃岐式アクセント
  - 四国方言北東部
- 垂井式アクセント、京阪式亜型など
  - 四国方言山間部、島嶼部の一部
  - 富山方言、福井嶺北方言の一部、西端越方言
  - 能登方言
  - 紀伊熊野方言
  - 近畿方言の周縁部（西端濃方言、西播州方言、丹波方言など）
- 加賀式アクセント
  - 加賀方言、福井嶺北方言の一部
- 佐渡式アクセント
  - 佐渡方言

### 乙種方言
- 東京式アクセント
  - 北海道方言
  - 北奥羽方言
  - 西関東方言
  - 東海東山方言
  - 奥吉野方言
  - 中国方言
  - 雲伯方言
  - 四国方言南西部
  - 九州方言北東部（両豊方言）
- 東京式アクセントが変化した特殊アクセント
  - 埼玉東部方言
  - 奈良田方言

### 無型方言
- 無型アクセント
  - 南奥羽方言
  - 東関東方言
  - 八丈方言
  - 井川方言
  - 九州方言中部

### その他
- 九州二型アクセント
  - 九州方言南西部

- 琉球式アクセント
  - 琉球方言

## 音韻
文法やアクセントによる区分の他に、音韻による区分もある。日本語の方言には以下のような分布を持つ特徴が認められる。

### 裏日本式音韻
東北地方を中心に北海道沿岸部や新潟県北部、栃木県・茨城県、さらには北陸地方（富山県、石川県、福井県）、鳥取県西伯耆、島根県出雲・隠岐で聞かれる発音の特徴は裏日本式音韻と呼ばれ、母音体系に以下の特徴がみられる。
1. イ段とウ段の母音が近い発音になり、中舌母音[ï]・[ɯ̈]となる。
  1. 特に、シとス、チとツ、ジ（ヂ）とズ（ヅ）の区別がなくなる（ズーズー弁）。
2. エ段の音は、共通語のエよりもイ段に近い発音となり、母音単独ではイとエの区別がない。
3. 共通語のウ段の語例がかなりの程度でオ段音になる。

このうち、1.1．シとス、チとツ、ジ（ヂ）とズ（ヅ）の統合は主に東北地方と富山、雲伯地域でみられ、東関東では区別がある。出雲や米子では「く」「ぐ」「ふ」を除くほとんどのウ段音がイ段音との区別をせず[ï]と発音される。2．は東北、北海道、北陸、出雲、長野県北東部で見られるが、東北北部日本海側の老年層（1986年時点）では母音単独のイとエの区別がある。3.は山陰、北陸、長野北部、東北の日本海側から北端にかけて広く分布する。ウ段母音については、東京方言でもuよりやや中舌寄りで円唇性の弱いɯであるが、西日本方言（雲伯方言、北陸方言除く）や九州方言では唇の丸みを帯びかつ奥舌母音の[u]で発音される。

### 西南日本的音韻
沖縄、九州、高知県、紀伊半島南部、静岡県井川、山梨県奈良田、伊豆諸島などの太平洋側、西南日本では共通して以下の特徴がみられる。
1. [di],[du],[ti],[tu] （の一部）がある。
2. エ→イ、オ→ウと狭母音化する傾向がある。
3. [ei]音(母音連続)を「エー」でなく「エイ」という。
4. 語頭に[p]音が存在する。
5. 声門破裂音[ʔ]を頻用する。

1.は沖縄、九州、高知、紀伊半島南部、長野県南端、山梨県奈良田、伊豆諸島利島、伊豆諸島新島などでみられる。例）爪[tume]（高知）、太陽：ティーダ[ti:da]（沖縄）。また北陸・東北地方の山間部（石川県旧
白峰村、新潟県村上市三面、山形県鶴岡市大鳥）にも[di],[du],[ti],[tu]などがみられる。2.は沖縄、九州、高知、静岡県井川、伊豆諸島全域で広く観察される。例） 雲[kumu]（沖縄）、金[kani]（三宅島坪田）、床[tuku]（利島）。3.は沖縄、九州、高知、紀伊半島南部、伊豆諸島利島でみられ、これらの地域では先生を「センセー[senseː]」でなく「センセイ[sensei]」という。4.は沖縄、静岡県井川、八丈島でみられる。例）花[pana]（沖縄）、干す[pusu]（静岡県井川村）。5.については沖縄、九州、静岡県井川、山梨県奈良田などで声門破裂音[ʔ]が頻繁に聞かれ、沖縄では/ʔ/が音素として確立されている。例）[ʔami]雨（沖縄）。
方言学者の柴田武は『方言論』の中で、八丈方言について「音声印象からすると、どこか、沖縄の首里方言を思わせるものがある。」と記している。

### 音韻による区分例
- 裏日本方言
  - 北海道方言
  - 北奥羽方言
  - 南奥羽方言
  - 東関東方言
  - 越後方言
  - 秋山郷方言
  - 北陸方言
  - 出雲式方言

- 西南日本方言
  - 琉球方言
  - 九州方言
  - 高知方言
  - 紀伊南部方言
  - 奈良田方言
  - 井川方言
  - 北部伊豆諸島方言
  - 八丈方言
  - 白峰方言
  - 大鳥方言・三面方言

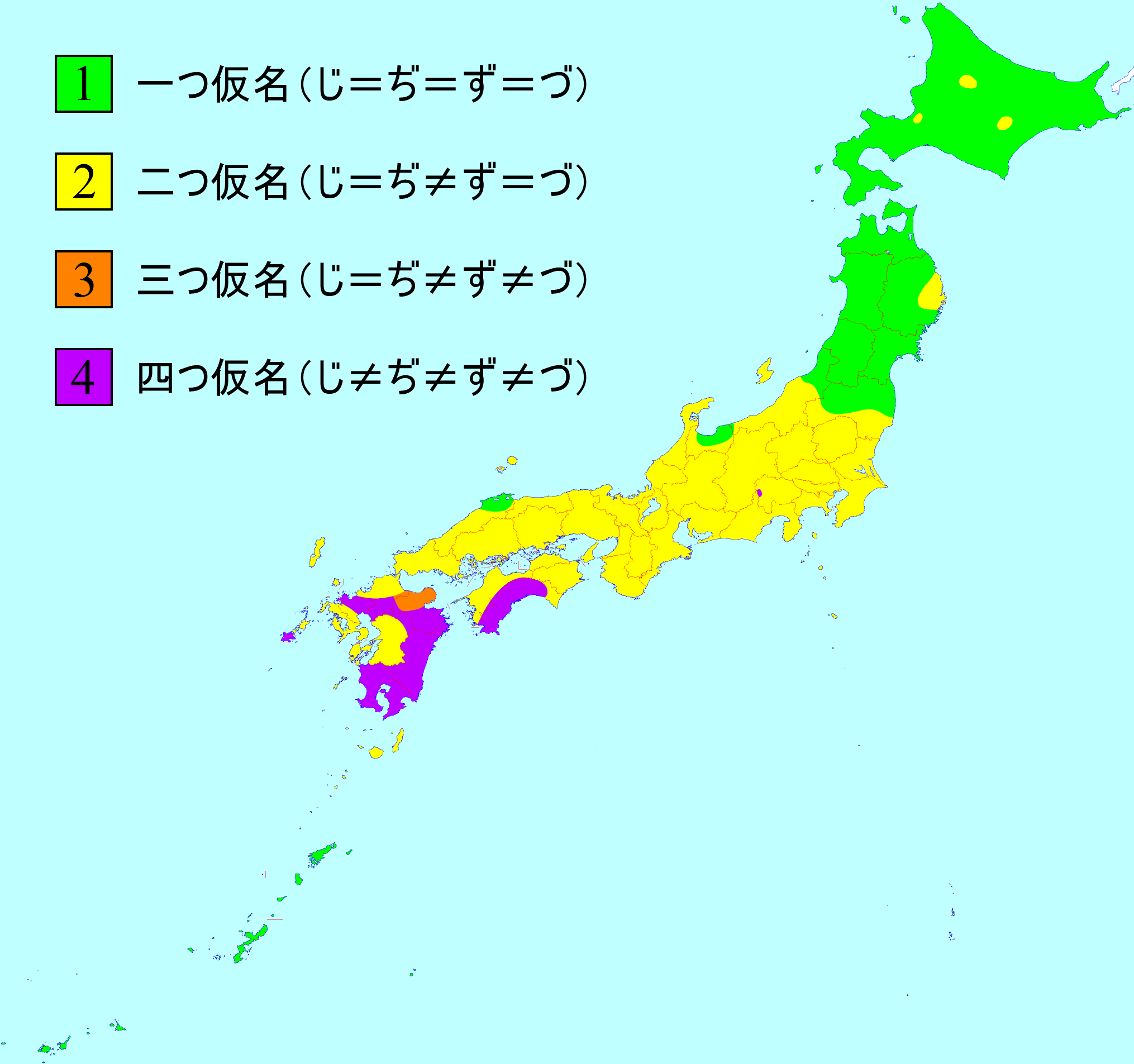
四つ仮名の分布図。緑色に塗られた地域の方言がいわゆるズーズー弁。

- 表日本方言　-裏日本式音韻も西南日本式音韻も見られない方言
  - 西関東方言
  - ナヤシ方言
  - ギア方言
  - 近畿方言
  - 北部四国方言
  - 中国方言

## 諸要素による総合的区分例
| 文法           | 琉球 | 西日本     | 西日本       | 西日本       | 東日本                       | 東日本         |
| アクセント     | 琉球 | 二型、無型 | 乙種         | 甲種         | 乙種                         | 無型           |
| 裏日本式音韻   |      |            | 雲伯         | 北陸         | 越後、秋山郷、北奥羽、北海道 | 東関東、南奥羽 |
| 表日本式音韻   |      |            | 中国、奥吉野 | 北四国、近畿 | 岐愛、甲信静、西関東         |                |
| 西南日本式音韻 | 琉球 | 中南九州   | 両豊、幡多   | 高知、紀南   | 北部伊豆諸島、奈良田         | 井川、八丈     |

## 注・出典
1. 1 2 3 4  大野・柴田編(1977)、 57-73頁。
2. ↑  大野・柴田編（1977） 344-345頁。
3. 1 2 3  奥村三雄「方言の区画」(1958年)。
4. ↑  大野・柴田編（1977） 62-67頁。
5. 1 2  金田一春彦（2005）『金田一春彦著作集第7巻』「日本の方言」
6. ↑  大野・柴田編（1977） 366-367頁。
7. ↑  『講座方言学 1 方言概説』 78-85頁。
8. ↑  飯豊毅一ほか (1982-1986)『講座方言学』（全10冊）,東京：国書刊行会
9. ↑  遠藤嘉基ほか (1961)『方言学講座』（全4冊）,東京：東京堂
10. ↑  柴田武 (1988)『方言論』東京：平凡社
11. ↑  平山輝男 (1968)『日本の方言』， 東京：講談社
12. ↑  加藤和夫 (1996)「白山麓白峰方言の変容と方言意識」『日本語研究諸領域の視点』，323-345平山輝男博士米寿記念会編　明治書院